# سائو جیانگو
سائو جیانگو (انگلیسی: Cao Jianguo; اوت ۱۹۶۳ (۶۱ سال) – ) دانشمند هوافضا و مدیر اجرایی اهل چین است، که هم‌اکنون به‌عنوان رئیس هیئت مدیره شرکت آئرو انجین کورپوریشن چین فعالیت می‌کند.